# Spertental
Spertental är en dal i Österrike.   Den ligger i förbundslandet Tyrolen, i den centrala delen av landet, 300 km väster om huvudstaden Wien.
I omgivningarna runt Spertental växer i huvudsak blandskog. Runt Spertental är det ganska tätbefolkat, med 52 invånare per kvadratkilometer.